# Entertainment and Leisure Software Publishers Association
La Entertainment and Leisure Software Publishers Association (ELSPA) fou una organització creada el 1989 per una publicadora de programari britànica. Es coneixia com a la European Leisure Software Publishers Association fins al 2002. Es dedica a classificar videojocs.

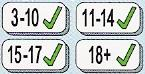
Exemple de classificació per a tots els públics de l'ELSPA.

L'ELSPA va ser responsable del control de videojocs venuts en el Regne Unit i la promoció de la lluita contra la pirateria. Va realitzar gran quantitat d'estudis, anàlisis i lliuraments de premis. També va codirigir el London Games Festival i el Edinburgh Interactive Festival.
Entre 1994 i la primavera de 2003 va classificar els videojocs publicats en Gran Bretanya que estaven exemptes de la qualificació jurídica de la BBFC. Les classificacions van ser originalment d'entre 3 i 10 anys, entre 11 i 14 anys, entre 15 i 17 anys i més de 18 anys, que van ser més tard simplificades a més 3, d'11, de 15 i de 18 anys. A cadascuna d'aquestes classificacions se li assignava un tick verd si el videojoc era adequat per a aquest grup d'edat o una ics vermella si no ho era. El març de 2010 va unir amb The Association For UK Interactive Entertainment (UKIE).